# Bayalemo Dos
Bayalemo Dos es una localidad del municipio de Larráinzar ubicado en la región de Los Altos del estado mexicano de Chiapas.

## Geografía
La localidad de Bayalemo Dos se sitúa en las coordenadas geográficas 16°55′55″N 92°45′56″O / 16.931944, -92.765556, a una elevación de 1811 metros sobre el nivel del mar.

## Demografía
Según el Censo de Población y Vivienda 2020, efectuado por el Instituto Nacional de Estadística y Geografía, la localidad de Bayalemo Dos tiene 1,097 habitantes, de los cuales 537 son del sexo masculino y 560 del sexo femenino. Su tasa de fecundidad es de 3.13 hijos por mujer y tiene 224 viviendas particulares habitadas.
| Gráfica de evolución demográfica de Bayalemo Dos entre 1910 y 2020 |
|                                                                    |
| INEGI.                                                             |